# 2002 în artă
← 1999 în artă — 2000 în artă — 2001 în artă ——  2002 în artă  —— 2003 în artă — 2004 în artă — 2005 în artă —
2002 în artă implică o serie de evenimente:

## Premii

### Premii oriunde
- Premiul Archibald – Archibald Prize - Cherry Hood pentru Simon Tedeschi Unplugged
- Premiul Beck's Futures – Beck's Futures - Toby Paterson
- Premiul Hugo Boss – Hugo Boss Prize – Pierre Huyghe
- Premiul John Moores Painting - John Moores Painting Prize - Peter Davies pentru "Super Star Fucker - Andy Warhol Text Painting"[1]
- Premiul Turner – Turner Prize – Keith Tyson
- Premiul Wynne – Wynne Prize - Angus Nivision pentru Remembering Rain

## Decese
- 1 ianuarie
- 19 ianuarie
- 31 ianuarie
- 6 februarie  —

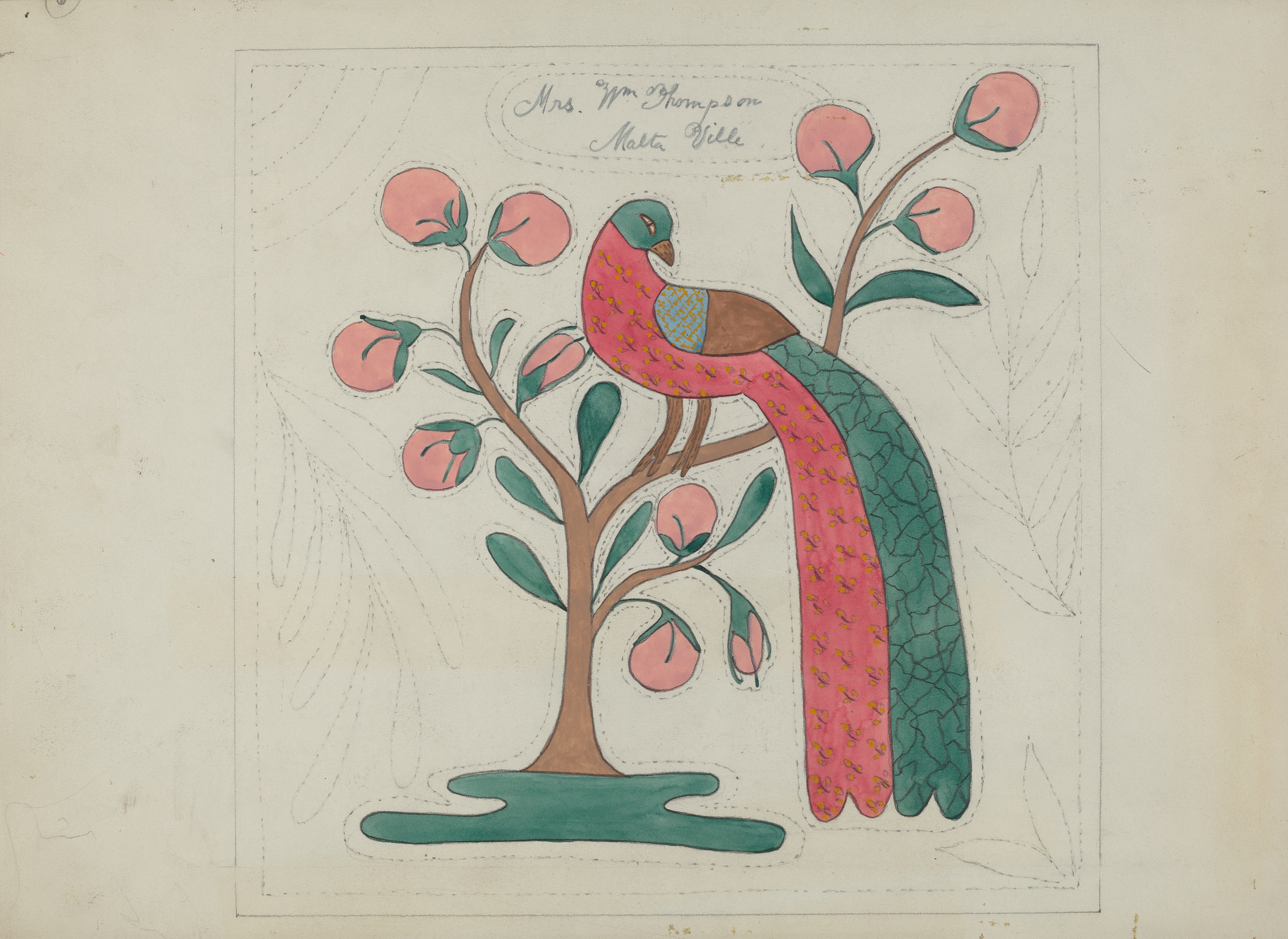
1936 — Mildred M. Prince (1912 - 2002), Applique Quilt, circa 1936, NGA 27172 (acuarelă și grafit pe hârtie) – lucrare aflată la National Gallery of Art

- 21 martie — Mildred M. Prince (n. 14 ianuarie 1912 - d. 21 martie 2002)[3][4], artistă plastică americană, acuarelistă, desenatoare, ilustratoare, graficiană, creatoare de quilt - uri, având lucrări în posesia National Gallery of Art din Washington, D.C.
- 3 septembrie —
- 10 septembrie —
- 3 noiembrie —
- 15 noiembrie –
- 12 decembrie

## Galerie de imagini
- Lucrări reprezentative